# RAND (корпорация)
RAND (съкр. от англ. research and development, в превод „изследвания и разработки“) е американска нетърговска изследователска организация. Предоставя услуги на правителствени агенции в Съединените щати, Европа, Близкия изток и Азия.

## История
Центърът е основан през 1948 г. в Санта Моника от Хенри Арнолд, Доналд Уилс Дъглас (старши) и Къртис Лемей като партньорство между Американските военновъздушни сили и Douglas Aircraft за проектиране на самолети, ракетна техника и спътници. От началото на 50-те години на XX век RAND работи по поръчки на американски правителствени организации, като провежда изследвания на военно-технически и стратегически аспекти на актуални въпроси от националната сигурност. От началото на 60-те години специалистите на RAND се занимават с компютърни науки и програмиране. Освен това ранните проекти на организацията включват проблеми в областта на системния анализ, които се прилагат в космическата програма на САЩ, компютърните науки и изкуствения интелект. Изследователите на RAND Corporation имат значителен принос към теоретичната концепция и реалния дизайн на съвременния интернет и участват в дългосрочното планиране на неговото развитие и управление.
През декември 2023 г. Министерството на правосъдието на Руската федерация обявява корпорацията RAND за нежелана в Русия.

## Дейност
Дейността му е насочена към насърчаване на научни, образователни и благотворителни дейности в интерес на общественото благосъстояние и националната сигурност на САЩ, разработване и идентифициране на нови методи за анализ на стратегически проблеми и нови стратегически концепции. По различно време в организацията са работили 32 нобелови лауреати, главно в областта на физиката и икономиката.
Голяма част от изследванията на RAND Corporation са класифицирани (засекретени), тъй като се отнасят до въпроси на националната сигурност. Всички некласифицирани материали, документи и научни резултати обаче са достъпни за обществеността.
От 1970 г. в рамките на корпорацията действа Frederick S. Pardee RAND Graduate School (Висше училище „Фредерик С. Парди“), което присъжда научната степен доктор по философия в областта на политическия анализ на държавната политика.

## Издания
От 1984 г. RAND издава научното списание The RAND Journal of Economics. Освен това издава месечното информационно и аналитично списание RAND Review.

## Финансиране
Корпорацията се финансира от федералните агенции на САЩ, от щатските правителства на САЩ (State governments of the United States), местните правителства на САЩ (Local government in the United States), правителства, агенции и министерства на други държави, международни организации, колежи, университети, фондации, професионални асоциации, организации с нестопанска цел и индустрията. През 2022 г. корпорацията има общо постъпления от 346 млн. щ.д.